# التصنيف المركزي للمنتجات
التصنيف المركزي للمنتجات (يختصر في الإنجليزية: CPC) هو تصنيف للمنتجات للسلع والخدمات التي تصدرها اللجنة الإحصائية بالأمم المتحدة. الغرض منه هو أن يكون معيارًا دوليًا لتنظيم وتحليل بيانات الإنتاج الصناعي والحسابات القومية والتجارة والأسعار وما إلى ذلك.
ومما جدير بالذك أن تصنيف الاتحاد الأوروبي للمنتجات حسب النشاط (اختصاره بالإنجليزية:CPA) يعتمد أساسا على التصنيف CPC .